# Monarcha takatsukasae
El monarca de Tinián (Monarcha takatsukasae) es una especie de ave paseriforme de la familia Monarchidae endémica de la isla de Tinián.

## Distribución y hábitat
Solo se encuentra en la isla de Tinián, en las islas Marianas del Norte. Sus hábitats naturales son los bosques húmedos tropicales y las zonas arbustivas húmedas tropicales.
Se encuentra amenazado por perdida de hábitat. La población actual se estima en una franja entre los 50 000 y los 100 000 individuos.